# Independent Spirit Awards 2022
Die 37. Verleihung der Independent Spirit Awards fand am 6. März 2022 am Santa Monica Pier in Kalifornien statt. Die Mitglieder der Non-Profit-Organisation Film Independent zeichneten dabei die aus ihrer Sicht besten Independent-Filme des Kinojahres 2021 aus. Die Nominierungen wurden am 14. Dezember 2021 von den Schauspielerinnen Beanie Feldstein, Regina Hall, und Naomi Watts bekanntgegeben.
Gastgeber der Preisverleihung war das Ehepaar Megan Mullally und Nick Offerman. Die Veranstaltung wurde von dem US-amerikanischen Fernsehsender IFC ausgestrahlt.
Erfolgreichster Film des Abends war Maggie Gyllenhaals Regiedebüt Frau im Dunkeln, das dreimal ausgezeichnet wurde, darunter als Bester Film und für die Beste Regie. Die meisten Nominierungen erhielt die Tragikomödie Zola, die bei sieben Vorschlägen zweimal ausgezeichnet wurde.
| Film                               | N | A |
| ---------------------------------- | - | - |
| Zola                               | 7 | 2 |
| Die Novizin                        | 5 | 0 |
| Frau im Dunkeln                    | 4 | 3 |
| Test Pattern                       | 4 | 0 |
| Wild Indian                        | 4 | 0 |
| Chiara                             | 3 | 0 |
| Come on, Come on                   | 3 | 0 |
| Jockey                             | 2 | 0 |
| The Killing of Kenneth Chamberlain | 2 | 0 |
| Pig                                | 2 | 1 |
| Pleasure                           | 2 | 0 |
| Queen of Glory                     | 2 | 0 |
| Red Rocket                         | 2 | 1 |
| Seitenwechsel                      | 2 | 2 |
| Swan Song                          | 2 | 0 |
| Sweet Thing                        | 2 | 0 |
| Together Together                  | 2 | 0 |

## Preisträger und Nominierungen

### Kino

#### Bester Film
Frau im Dunkeln (The Lost Daughter) – Produktion: Charles Dorfman, Maggie Gyllenhaal, Osnat Handelsman-Keren, Talia Kleinhendler
- Chiara – Produktion: Jonas Carpignano, Paolo Carpignano, Jon Coplon, Ryan Zacarias
- Come on, Come on – Produktion: Chelsea Barnard, Andrea Longacre-White, Lila Yacoub
- Die Novizin (The Novice) – Produktion: Ryan Hawkins, Kari Hollend, Steven Sims, Zack Zucker
- Zola – Produktion: Kara Baker, Dave Franco, Elizabeth Haggard, David Hinojosa, Vince Jolivette, Christine Vachon, Gia Walsh

#### Bester Debütfilm
7 Days – Regie: Roshan Sethi; Produktion: Liz Cardenas, Mel Eslyn
- Holler – Regie: Nicole Riegel; Produktion: Adam Cobb, Rachel Gould, Katie McNeill, Jamie Patricof, Christy Spitzer Thornton
- Queen of Glory – Regie: Nana Mensah; Produktion: Baff Akoto, Anya Migdal, Kelley Robins Hicks, Jamund Washington
- Test Pattern – Regie/Produktion: Shatara Michelle Ford; Produktion: Pin-Chun Liu, Yu-Hao Su
- Wild Indian – Regie/Produktion: Lyle Mitchell Corbine Jr.; Produktion: Thomas Mahoney, Eric Tavitian

#### Beste Regie
Maggie Gyllenhaal – Frau im Dunkeln (The Lost Daughter)
- Janicza Bravo – Zola
- Lauren Hadaway – Die Novizin (The Novice)
- Mike Mills – Come on, Come on
- Ninja Thyberg – Pleasure

#### Bestes Drehbuch
Maggie Gyllenhaal – Frau im Dunkeln (The Lost Daughter)
- Nikole Beckwith – Together Together
- Janicza Bravo, Jeremy O. Harris – Zola
- Mike Mills – Come on, Come on
- Todd Stephens – Swan Song

#### Bestes Drehbuchdebüt
Michael Sarnoski, Vanessa Block – Pig
- Lyle Mitchell Corbine Jr. – Wild Indian
- Matthew Fifer, Sheldon D. Brown – Cicada
- Shatara Michelle Ford – Test Pattern
- Fran Kranz – Mass

#### Bester Hauptdarsteller
Simon Rex – Red Rocket
- Clifton Collins junior – Jockey
- Frankie Faison – The Killing of Kenneth Chamberlain
- Michael Greyeyes – Wild Indian
- Udo Kier – Swan Song

#### Beste Hauptdarstellerin
Taylour Paige – Zola
- Isabelle Fuhrman – Die Novizin (The Novice)
- Brittany S. Hall – Test Pattern
- Patti Harrison – Together Together
- Kali Reis – Catch the Fair One – Von der Beute zum Raubtier (Catch the Fair One)

#### Bester Nebendarsteller
Troy Kotsur – Coda
- Colman Domingo – Zola
- Meeko Gattuso – Queen of Glory
- Will Patton – Sweet Thing
- Chaske Spencer – Wild Indian

#### Beste Nebendarstellerin
Ruth Negga – Seitenwechsel (Passing)
- Jessie Buckley – Frau im Dunkeln (The Lost Daughter)
- Amy Forsyth – Die Novizin (The Novice)
- Revika Reustle – Pleasure
- Suzanna Son – Red Rocket

#### Beste Kamera
Edu Grau – Seitenwechsel (Passing)
- Lol Crawley – The Humans
- Tim Curtin – Chiara
- Ante Cheng, Matthew Chuang – Blue Bayou
- Ari Wegner – Zola

#### Bester Schnitt
Joi McMillon – Zola
- Affonso Gonçalves – Chiara
- Ali Greer – The Nowhere Inn
- Lauren Hadaway, Nathan Nugent – Die Novizin (The Novice)
- Enrico Natale – The Killing of Kenneth Chamberlain

#### Bester Dokumentarfilm
Summer of Soul (…Or, When the Revolution Could Not Be Televised) – Regie: Ahmir „Questlove“ Thompson; Produktion: David Dinerstein, Robert Fyvolent, Joseph Patel
- Ascension – Regie/Produktion: Jessica Kingdon; Produktion: Kira Simon-Kennedy, Nathan Truesdell
- Flee – Regie: Jonas Poher Rasmussen; Produktion: Monica Hellström, Signe Byrge Sørensen
- In the Same Breath – Regie/Produktion: Nanfu Wang, Produktion: Christopher Clements, Julie Goldman, Carolyn Hepburn, Jialing Zhang
- Procession – Regie: Robert Greene; Produktion: Susan Bedusa, Bennett Elliott, Douglas Tirola

#### Bester internationaler Film
Drive My Car (Japan) – Regie: Ryūsuke Hamaguchi
- Abteil Nr. 6 (Hytti nro 6) (Finnland, Russland) – Regie: Juho Kuosmanen
- Parallele Mütter (Spanien) – Regie: Pedro Almodóvar
- Pebbles (Indien) – Regie: P. S. Vinothraj
- Petite Maman – Als wir Kinder waren (Frankreich) – Regie: Céline Sciamma
- Feuernacht (Noche de fuego) (Mexico) – Regie: Tatiana Huezo

#### Sonder- und Förderpreise

##### John Cassavetes Award
Nach John Cassavetes benannter Preis für den besten Independentfilm mit Produktionskosten unter 500.000 US-Dollar.
Shiva Baby – Drehbuch/Regie/Produktion: Emma Seligman; Produktion: Kieran Altmann, Katie Schiller, Lizzie Shapiro
- Cryptozoo – Drehbuch/Regie: Dash Shaw; Produktion: Tyler Davidson, Kyle Martin, Jane Samborski, Bill Way
- Jockey – Drehbuch/Regie/Produktion: Clint Bentley; Drehbuch/Produktion: Greg Kweder; Produktion: Nancy Schafer
- Sweet Thing – Drehbuch/Regie: Alexandre Rockwell; Produktion: Louis Anania, Haley Anderson, Kenan Baysal
- This Is Not a War Story – Drehbuch/Regie/Produktion: Talia Lugacy; Produktion: Noah Lang, Julian West

##### Robert Altman Award – Bestes Ensemble
Auszeichnung für Regie, Casting-Regie und Schauspielensemble eines Films.
Mass – Regie: Fran Kranz, Casting-Regie: Henry Russell Bergstein, Allison Estrin; Schauspielensemble: Kagen Albright, Reed Birney, Michelle N. Carter, Ann Dowd, Jason Isaacs, Martha Plimpton, Breeda Wool

##### Truer Than Fiction Award
Mit 25.000 US-Dollar dotierte Auszeichnung für junge Dokumentarfilmer.
Jessica Beshir – Faya Dayi (Regie)
- Debbie Lum – Try Harder! (Regie)
- Angelo Madsen Minax – North By Current (Regie)

##### Someone to Watch Award
Mit 25.000 US-Dollar dotierte Auszeichnung für Nachwuchsfilmemacher.
Alex Camilleri – Luzzu (Regie)
- Gillian Wallace Horvat – I Blame Society (Regie)
- Michael Sarnoski – Pig (Regie)

##### Producers Award
Mit 25.000 US-Dollar dotierte Auszeichnung für Nachwuchsproduzenten.
Lizzie Shapiro
- Brad Becker-Parton
- Pin-Chun Liu

### Fernsehen

#### Best New Scripted Series
Reservation Dogs – Idee/Produzenten: Sterlin Harjo, Taika Waititi, Garrett Basch
- Blindspotting – Idee/Produzenten: Rafael Casal, Daveed Diggs
- It’s a Sin – Produzenten: Russell T Davies, Peter Hoar, Nicola Shindler
- The Underground Railroad – Idee/Produzent: Barry Jenkins, Adele Romanski, Brad Pitt, Dede Gardner, Jeremy Kleiner, Mark Ceryak
- We Are Lady Parts – Idee/Produzenten: Nida Manzoor, Tim Bevan, Eric Fellner, Surian Fletcher-Jones, Mark Freeland

#### Best New Non-Scripted or Documentary Series
Black and Missing – Idee/Produzenten: Soledad O’Brien, Geeta Gandbhir, Jo Honig, Patrick Conway, Nancy Abraham, Lisa Heller, Sara Rodriguez
- The Choe Show – Idee/Produzenten: David Choe, Matt Revelli, Christopher C. Chen, Hiro Murai, Nate Matteson
- The Lady and the Dale – Produzenten: Mark Duplass, Jay Duplass, Mel Eslyn, Allen Bain, Andre Gaines, Nick Cammilleri, Alana Carithers, Zackary Drucker, Nancy Abraham, Lisa Heller
- Nuclear Family – Idee/Produzenten: Ry Russo-Young, Dan Cogan, Warren Fischer
- Philly D.A. – Idee/Produzenten: Ted Passon, Yoni Brook, Nicole Salazar, Josh Penn, Michael Gottwald

#### Best Male Performance in a Scripted Series
Lee Jung-jae – Squid Game
- Olly Alexander – It’s a Sin
- Murray Bartlett – The White Lotus
- Michael Greyeyes – Rutherford Falls
- Ashley Thomas – Them

#### Best Female Performance in a Scripted Series
Thuso Mbedu – The Underground Railroad
- Deborah Ayorinde – Them
- Jasmine Cephas Jones – Blindspotting
- Jana Schmieding – Rutherford Falls
- Anjana Vasan – We Are Lady Parts

#### Best Ensemble Cast in a Scripted Series
Reservation Dogs – Devery Jacobs, D’Pharaoh Woon-A-Tai, Lane Factor, Paulina Alexis, Sarah Podemski, Zahn McClarnon, Lil Mike, FunnyBone